# NATO TV
NATO TV — теле-інтернет канал НАТО. Метою каналу є поліпшення іміджу Північноатлантичного альянсу в суспільстві. Канал відкрився під час саміту НАТО в Бухаресті 2-4 квітня 2008 року.
Зараз NATO TV — інтернет-канал, доступний користувачам на сайті Альянсу. Для користувачів та телекомпаній, що бажають ретранслювати NATO TV, передбачена можливість скачування з сайту відеоматеріалів каналу. Перші випуски NATO TV, переважно, висвітлювали діяльність міжнародного контингенту в Афганістані.